# Địa lý Azerbaijan

Bản đồ khí hậu Azerbaijan theo hệ thống phân loại khí hậu Köppen.

Azerbaijan là quốc gia ở vùng Kavkaz, điểm cầu nối giữa châu Âu và Tây Á. Địa lý Azerbaijan có ba đặc điểm chính: Biển Caspi tạo thành ranh giới tự nhiên ở phía đông; dãy núi Đại Kavkaz ở phía bắc; trong khi trung tâm đất nước là vùng đất bằng rộng lớn. Tổng diện tích đất liền của Azerbaijan là 86.600 km vuông, ít hơn 1% diện tích đất liền của Liên Xô cũ. Trong số ba quốc gia ngoại Kavkaz, Azerbaijan là nước có diện tích đất liền lớn nhất. Azerbaijan có hai đơn vị hành chính đặc biệt là Cộng hòa tự trị Nakhchivan – bị Armenia ngăn cách với phần còn lại của đất nước, và Khu tự trị Nagorno-Karabakh, nằm hoàn toàn trong Azerbaijan. Nagorno-Karabakh hiện là vùng lãnh thổ đang tranh chấp với Armenia.
Azerbaijan tọa lạc ở phía nam dãy Kavkaz. Nước này giáp biển Caspi về phía đông, Gruzia và Nga về phía bắc, Iran về phía nam, và Armenia về phía tây nam và tây. Một phần Nakhchivan giáp với Thổ Nhĩ Kỳ về phía tây bắc. Baku là thủ đô của Azerbaijan. Đây đồng thời là bến cảng lớn nhất trên biển Caspi và từ lâu đã trở thành trung tâm của ngành công nghiệp dầu mỏ Azerbaijan.

## Lãnh thổ và biên giới
Diện tích
- Tổng: 86.600 km² – hạng: 113
- Đất: 82.629 km²
- Nước: 3.971 km²
- Ghi chú: Bao gồm cả Cộng hòa tự trị Nakhchivan và khu Nagorno-Karabakh; Xô viết tối cao Azerbaijan vào ngày 26 tháng 11 năm 1991 đã hủy bỏ quyền tự trị của Nagorno-Karabakh.

So sánh diện tích
- Úc: lớn hơn Tasmania
- Canada: lớn hơn New Brunswick
- Anh Quốc: lớn hơn một chút so với Scotland
- Hoa Kỳ: nhỏ hơn một chút so với Maine
- EU: nhỏ hơn một chút so với Bồ Đào Nha

Đường biên giới
- Tổng: 2.468 km
- Giáp với: Armenia (với lãnh thổ chính Azerbaijan) 566 km, Armenia (với lãnh thổ tách rời Nakhchivan) 221 km, Gruzia 428 km, Iran (với lãnh thổ chính Azerbaijan) 432 km, Iran (với lãnh thổ tách rời Nakhchivan) 700 km, Nga 338 km, Thổ Nhĩ Kỳ 17 km

Đường bờ biển
Gần như nội lục, nhưng có bờ dài 713 km với Biển Caspi.
Yêu sách biển
Không
Địa hình
- vùng đất bằng rộng lớn (phần lớn nằm dưới mực nước biển) với dãy Đại Kavkaz ở phía bắc, vùng núi cao ở phía tây

Độ cao cực trị
- Điểm thấp nhất: Biển Caspi –28 m
- Điểm cao nhất: Bazarduzu Dagi 4.485 m (nằm trên biên giới với Nga)
- Điểm cao nhất nằm hoàn toàn trong lãnh thổ Azerbaijan: Shah Dagi 4.243 m

### Đảo
- Bulla
- Çikil
- Çilov
- Gil
- Glinyaniy
- Nargin
- Pirallahı
- Qara Su
- Qum
- Səngi Muğan
- Vulf
- Zənbil

## Tài nguyên và sử dụng đất
Tài nguyên thiên nhiên
Dầu mỏ, khí tự nhiên, quặng sắt, kim loại màu, bô xít
Đất sử dụng
- Đất canh tác: 22,95%
- Đất trồng thường xuyên: 2,79%
- Khác: 74,26% (ước tính năm 2012)

Đất thủy lợi
- 14.250 km² (2010)

Tổng tài nguyên nước có thể tái tạo
- 34,68 km³ (2011)

Sử dụng nước ngọt (hộ gia đình/công nghiệp/nông nghiệp)
- Tổng: 12,21 km³/năm (4%/18%/78%)
- Bình quân: 1.384 m³/năm (2010)